# Atrapacaras
Atrapacaras (en inglés Face Raiders) es un videojuego 3D de realidad aumentada desarrollado por HAL Laboratory, y está precargado en todos los sistemas Nintendo 3DS.

## Jugabilidad
Atrapacaras es un juego de disparo en primera persona de realidad aumentada, el cuál usa el giroscopio y la cámara de la 3DS. Fue lanzado para la Nintendo 3DS, y posteriormente re-lanzado a todos los dispositivos de la familia 3DS. El juego presenta un total de dos modos y nueve niveles. Seis son para los jugadores poseedor de la consola, mientras que los otros tres niveles están designados para mostrárselos a los amigos o familiares.
Después de tomar fotografías de rostros de personas, las caras fotografiadas atacan al jugador, quien debe disparar. Si la cámara detecta la cara de otra persona durante la partida, el juego toma fotos de ellos, añadiendo su cara. El fondo del juego es lo que la cámara captura. También hay combos al repetir una acción, multiplicando la puntuación cada vez que golpea (por ejemplo, si el jugador logra golpear a 12 enemigos solo en la boca consecutivamente, los puntos otorgados serían 100×12). Hay mariposas que al dispararlas, restauran la barra de salud. Al final de cada etapa, el jugador se enfrentará a un jefe. En el juego, el jugador puede recoger caras adicionales —a partir de la colección caras—, las cuáles añaden 1000 puntos a la puntuación del jugador al final de la partida. La puntuación se registrará en la tabla de clasificación —si es suficientemente alta—.

### Fase 1
En la Fase 1 , los enemigos son de color verde, volando por la pantalla con hélices. Para destruirlos, deben ser golpeados en la cabeza o en la boca. También se puede utilizar ataques, como lanzar bombas y explosiones a. Otros enemigos, como los X-Spikes son de color púrpura y con pinchos. El jefe es la cara del samurái. Al principio, debe ser golpeado tres veces, y luego se tapa con una barrera de cristal veces para protegerse. La única manera de dañarlo en esta fase es golpearlo 3 veces con X-Spikes. Después de eso, hay que golpear tres veces en el diamante rojo en su cabeza para terminar el nivel. 

### Fase 2
En la Fase 2, los enemigos son de color rojo y azul. Son similares a los enemigos de la Fase 1, volando alrededor de la pantalla, o puede ser en grupos en pequeños cuadrados azules. Algunos enemigos de la fase 1 también puede ser vistos en esta fase. El jefe final es Face Twin. Tiene dos caras en cada lado (y muchos disfraces) y sólo una de las caras es real, la cuál es la que estemos utilizando. Después de haber sido golpeado continuamente, Face Twin abre un agujero en el fondo y rápidamente cambia su apariencia. Después de golpear 3 veces más en la cara correcta, hay que golpear tres veces en el diamante rojo en su cabeza para terminar el nivel

### Fase 3
En la Fase 3, los enemigos atacan en grupos. Después de ser golpeados, se dan la vuelta verticalmente. El jugador debe golpear a todos los enemigos en el grupo para que sean destruidos. Otros enemigos son cuadrados, mientras que algunos otros, se comen el fondo provocando un agujero. También hay un enemigo que se elimina resolviendo un puzzle. El jefe es un gran sol. Cuenta con varias caras que giran a su alrededor, y todas deben ser volteadas antes de que el jefe puede ser golpeado.

### Fase final
La etapa final incluye varios enemigos de la Fase 1 y dos jefes. También hay un enemigo en forma de una raqueta de tenis. El jugador debe devolver la bola que dispara la raqueta al enemigo para derrotarlo.  El primer jefe, el jefe es una bola de discoteca. El jugador debe girar varios cristales de cabeza antes de que el láser que el jefe utiliza para atacar llega a uno que no está al revés, provocando que rebote en el jugador y pierda salud. Cuando todos los cañones son destruidos, la parte delantera de la bola se abre. Una vez que la bola de discoteca es derrotada, el jugador debe disparar a la cara un total de 16 veces en el centro del jefe, el cuál arroja algunas partes de su armadura. El jefe entonces derrotado. El jefe toma una tercera forma, en la que es la cara con un peinado Afro. El jugador debe disparar al jefe 5 veces antes de que el afro llegue al jugador. El afro se volverá gigante. Si no se golpea al jefe, el afro causará un gran daño, que agota la tercera parte de la salud del jugador.

### Fase de Bonificación
En la Fase de Bonificación, hay un enemigo, el cuál se cae por la gravedad y debemos de mantenerlo en el aire y que no se caiga. Si el jugador deja caer al enemigo, se acabó la partida. Algunos tienen un peso mayor que otros, y algunas veces hay enemigos dobles. Un enemigo de este estilo puede ser visto en la Fase 2.

### Fase Extra
La Fase Extra obliga al jugador a pasar por todas las etapas (hasta la fase de bonificación) en un solo intento. Casi todo es más rápido, y no hay mariposas que pueden volver a llenar la salud.

## Recepción
Antes del lanzamiento del juego junto con la 3DS, Atrapacaras recibió críticas positivas en general cuando se mostró en el E3 como una demo técnica con bloques en lugar de caras. Con el uso de caras las críticas fueron aún más positivas. Se dijo que el modo de juego de apuntar y disparar con controles giroscópicos era novedoso y fácil de usar. El hecho de que el juego, al ser gratuito, también fue citado como un aspecto positivo del juego, aunque algunos señalaron que sería digno de una compra en la eShop si se hubiera publicado allí. Las tácticas variadas para derrotar a los enemigos y jefes también fueron motivo de buenas críticas. Sin embargo, la dificultad del juego también fue citada como un inconveniente , ya que sentían que el efecto 3D podría verse comprometido por el uso de los controles de movimiento. El juego también fue visto como una buena forma de mostrar las características de la 3DS para el público que no la conociese.